# Burgrabice (przystanek kolejowy)
Burgrabice – przystanek osobowy w miejscowości Burgrabice, w województwie opolskim, w powiecie nyskim, w gminie Głuchołazy, w Polsce.
| Burgrabice                                                            |  |                                        |
| Linia nr 251 (D29-1971) Nowy Świętów - Sławniowice Nyskie (10,763 km) |  |                                        |
| Biskupówodległość: 2,513 km                                           |  | Sławniowice Nyskie odległość: 1,961 km |